# Arcadia (zespół muzyczny)
Arcadia – nazwa zespołu utworzonego w 1985 przez Simona Le Bona, Nicka Rhodesa i Rogera Taylora z grupy Duran Duran w czasie przerwy w pracy zespołu.
Arcadia nagrała jeden album So Red The Rose, który stał się platynową płytą. W pracy zespołu uczestniczyli: David Gilmour, Grace Jones i Sting, którego słyszymy w The Promise. 
Nagrali też utwór Say The Word do filmu Playing For Keeps.
Zespół tworzył w gatunkach: new romantic, synth pop, art pop, sophisti-pop.

## Dyskografia
- So Red The Rose (1985)[2][1]
  - Election Day (singel, 1985)
  - Goodbye Is Forever (singel, 1986)
  - The Promise (singel, 1986)
  - The Flame (singel, 1986)
  - Say The Word (singel, 1986)